# Saint Helena Football Association
Saint Helena Football Association is de voetbalbond van Sint-Helena. De voetbalbond is verantwoordelijk voor internationale wedstrijden van het voetbalelftal van Sint-Helena. De bond is niet aangesloten bij de Confédération Africaine de Football en dus ook niet bij de FIFA. Hierdoor is het uitgesloten voor wedstrijden voor de Africa Cup of Nations en het Wereldkampioenschap voetbal.